# 제임스 엘리슨

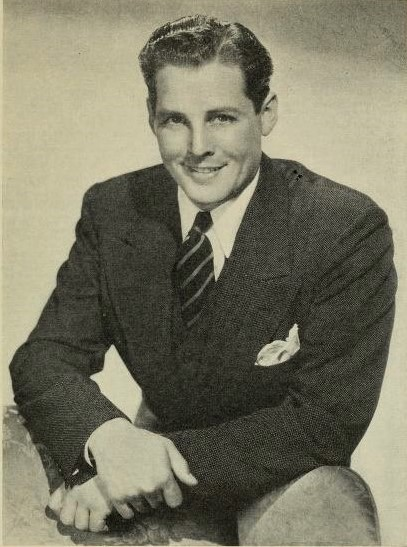

제임스 엘리슨(James Ellison, 1910년 5월 4일 ~ 1993년 12월 23일)은 미국의 배우이다.
몬터레이에서 사망하였다.

## 영화
- 레이디, 레츠 댄스 (1944년)
- 갱스 올 히어 (1943년)
- 나는 좀비와 함께 걸었다 (1943년)
- 불멸의 몬스터 (1942년)
- 데이 멧 인 아르헨티나 (1941년)
- 찰리의 이모 (1941년)
- 제노비아 (1939년)
- 비바셔스 레이디 (1938년)
- 평원의 사나이 (1936년)
- 렉클리스 (1935년)